# Roland Kopp
Roland Kopp (* 12. Januar 1965) ist ein ehemaliger deutscher Fußballspieler.

## Werdegang
Der Mittelfeldspieler begann seine Karriere beim TuS Leopoldshöhe. Über den TBV Lemgo wechselte er 1988 zu Arminia Bielefeld, wo er bis 1991 spielte. Nach seiner ersten Zeit bei der Arminia spielt Kopp noch für den TuS Paderborn-Neuhaus, den FC Baden, den FC Gütersloh und die SpVgg Fichte Bielefeld, ehe er 1993 zur Arminia zurückkehrte. Mit den Bielefeldern stieg er 1995 in die 2. Bundesliga und ein Jahr später in die Bundesliga auf. Für die Arminia lief er nur einmal in der 2. Bundesliga auf und erzielte ein Tor. Insgesamt absolvierte Kopp für die Arminia 97 Spiele und traf fünfmal. Heute ist Roland Kopp als Spielerberater tätig. Weiterhin ist er der Betreiber des „Soccerdomes“ in Detmold.